# Post Tel Club
Post Tel Club là một câu lạc bộ bóng đá đến từ Phnom Penh, Campuchia. Đội chơi ở giải hạng A1, giải hạng hai của bóng đá Campuchia. Câu lạc bộ chơi ở cấp cao nhất Liên đoàn Campuchia năm 2008 và 2009 sau đó đã xuống hạng.